# Нова атическа комедия
Новата атическа комедия възниква между 4 и 3 в. пр.н.е. Това е комедия за характерите в живота на обикновените хора.

## Характеристики

### Сюжет
Трудно е да се открие от къде точно заема сюжета си новата комедия, но се знае, че любовните фабули и начините за създаване на превратности са заети от Еврипид. Сюжетът се състои от ограничен брой основни ситуации, от които фабулата е комбинация. Най-честите фабулни версии са повтарящи се случки между заплаха или пречка по пътя на благополучието и постигането му. Обикновено щастливото събитие е любов в семейството, а фабулата е свързана с преодоляването на трудностите за сключване на брак на влюбената двойка. Сюжетът е стандартно построен от ситуация на затруднение, следвана от ситуация на благополучие. Той отговаря и удовлетворява определен вкус. Сюжетът произвежда благополучие – щастлив е всеки, който го заслужава. Сюжетиката на новата комедия напомня за сюжетиката на трагедията.

### Типове характери
Човекът в новата атическа комедия е постоянен персонаж маска, определящ характера и реакциите му. Новата комедия разполага със сравнително голям брой маски – девет типа старци, единадесет вида юноши, седем разновидности от роби и седемнадесет типа жени на различна възраст и седем маски на хетери. При определянето на типа се смесват психологични, социални и нравствени критерии. Ситуациите множат типовете в новата комедия. Характерът на човека определя съдбата му. За да узнаят съдбата на героя, на зрителите им е достатъчно той да се появи на сцената. Основното събитие – щастието, няма отношение към отделния характер. За постигане на благополучието е нужно единствено определеният човек да е добър и честен. Главният тип характер в комедията може да се определи само от заглавието на произведенията. Например: „Самовлюбеният“, „Недоверчивият“, „Човеконенавистник“, и др.

## Автори
Най-голямото име в този период е това на Менандър, който създава строгата комедия, смесваща комичното и умъдреното, но той не е единственият автор на комедии от това време. Важно е да се отбележи, че Менандър не се покрива с периода на новата атическа комедия. Други изявени автори са:
- Филемон – авторът, който е стоял най-близо по дух до Менандър.
- Дифил – автор на сто комедии. Характерното за него е, че осмива хетерата си.
- Филипид – толкова ценен от Лизимах, че владетелят освобождава атински пленници по негова молба.
- Аполодор – автор, от когото Теренций заема Формион.